# Општина Валандово
Општина Валандово је једна од 10 општина Југоисточног региона у Северној Македонији. Седиште општине је истоимени градић Валандово.

## Положај
Општина Валандово налази се у југоисточном делу Северне Македоније и гранична је са Грчком на истоку. Са других страна налазе се друге општине Северне Македоније:
- север — Општина Струмица
- југоисток — Општина Дојран
- југ — Општина Богданци
- југозапад — Општина Ђевђелија
- запад — Општина Демир Капија
- северозапад — Општина Конче

## Природне одлике
Рељеф: Општина Валандово налази се у плодној Ђевђелијско-Валандовском пољу, коју гради река Вардар у доњем делу свог тока. Ободни део општине је планински — на западу се издиже планина Кожуф, на истоку Беласица, а на северу Плавуш.
Клима у општини је топлија варијанта умерене континенталне климе због утицаја Средоземља.
Воде: Река Вардар је најзначајнији водоток у општини и сви мањи водотоци се уливају у ову реку.

## Становништво
Општина Валандово имала је по последњем попису из 2002. г. 11.890 ст., од чега у седишту општине, граду Валандову, 4.402 ст. (37%). Општина је ретко насељена, посебно сеоско подручје.
Национални састав по попису из 2002. године био је:
|           | Број   | Постотак |
| Укупно    | 11.890 | 100%     |
| Македонци | 9.830  | 82,7%    |
| Турци     | 1.333  | 11,2%    |
| Срби      | 639    | 5,4%     |
| остали    | 88     | 0,7%     |

## Насељена места
У општини постоји 29 насељених места, једно градско (град Валандово), а осталих 28 са статусом села:
(** — насеље са српском већином, * — насеље са српском мањином)
| - Валандово - Ајранлија - Аразлија - Бајрамбос - Балинци* - Бараклија | - Башалија - Башибос - Брајковци - Булунтулија - Вејселија - Градец | - Грчиште - Деделија - Ђулелија - Јосифово* - Казандол - Кочулија | - Марвинци** - Пирава - Плавуш - Прстен - Раброво - Собрија | - Татарлија - Терзелија - Удово - Чалаклија - Честево |  |